# AMF Fastigheter
AMF Fastigheter AB är ett svenskt fastighetsbolag. Bolaget, som är ett helägt dotterbolag till pensionsföretaget AMF, är ett av Sveriges största fastighetsbolag med en fastighetsportfölj som har ett marknadsvärde om cirka 78 miljarder kr. AMF Fastigheter utvecklar och förvaltar kontor och handelsfastigheter i Stockholm. Pensionsföretaget AMF är även delägare i bostadsbolaget Rikshem, samt innehar handels- och kontorsfastigheter i Finland.
Styrelseordförande är Katarina Romberg och VD är Thomas Erséus.
AMF Fastigheter har hela sitt bestånd i Stockholm. Merparten finns i Stockholms innerstad men även i Marievik och i Sundbybergs kommun. Tidigare var AMF Fastigheter en av ägarna till gallerian Nordstan i Göteborg vilken såldes till Hufvudstaden 2012. 
Exempel på kända fastigheter är Gallerians fem fastigheter som marknadsförs under namnet Urban Escape, femte hötorgsskrapan, CityCronan, MOOD-gallerian, Västermalmsgallerian  på Kungsholmen, Fältöversten på Östermalm, samt Ringen centrum, Fatburen och Tobaksmonopolet på Södermalm.

## Bilder, fastigheter (urval)

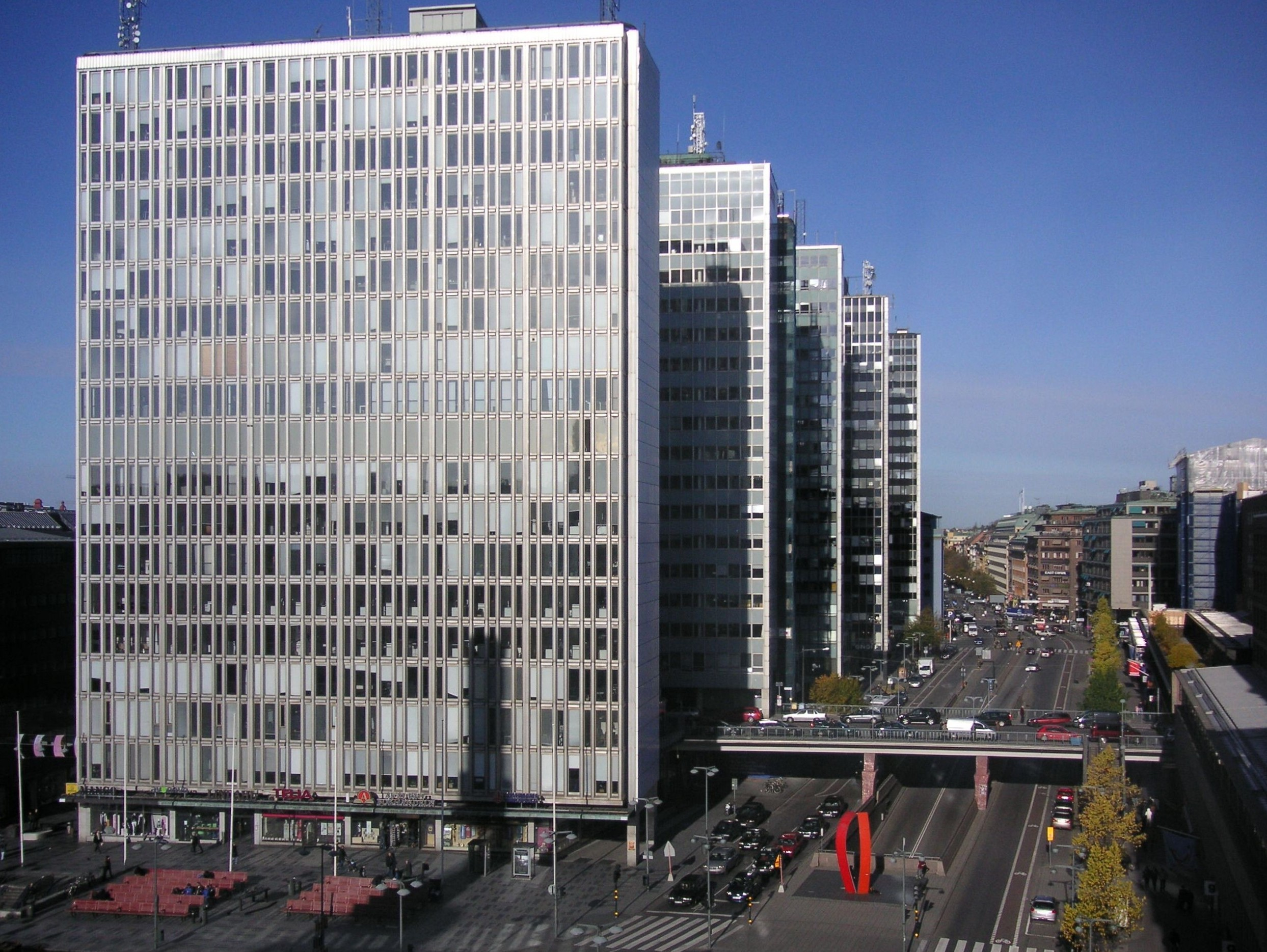
Femte hötorgsskrapan
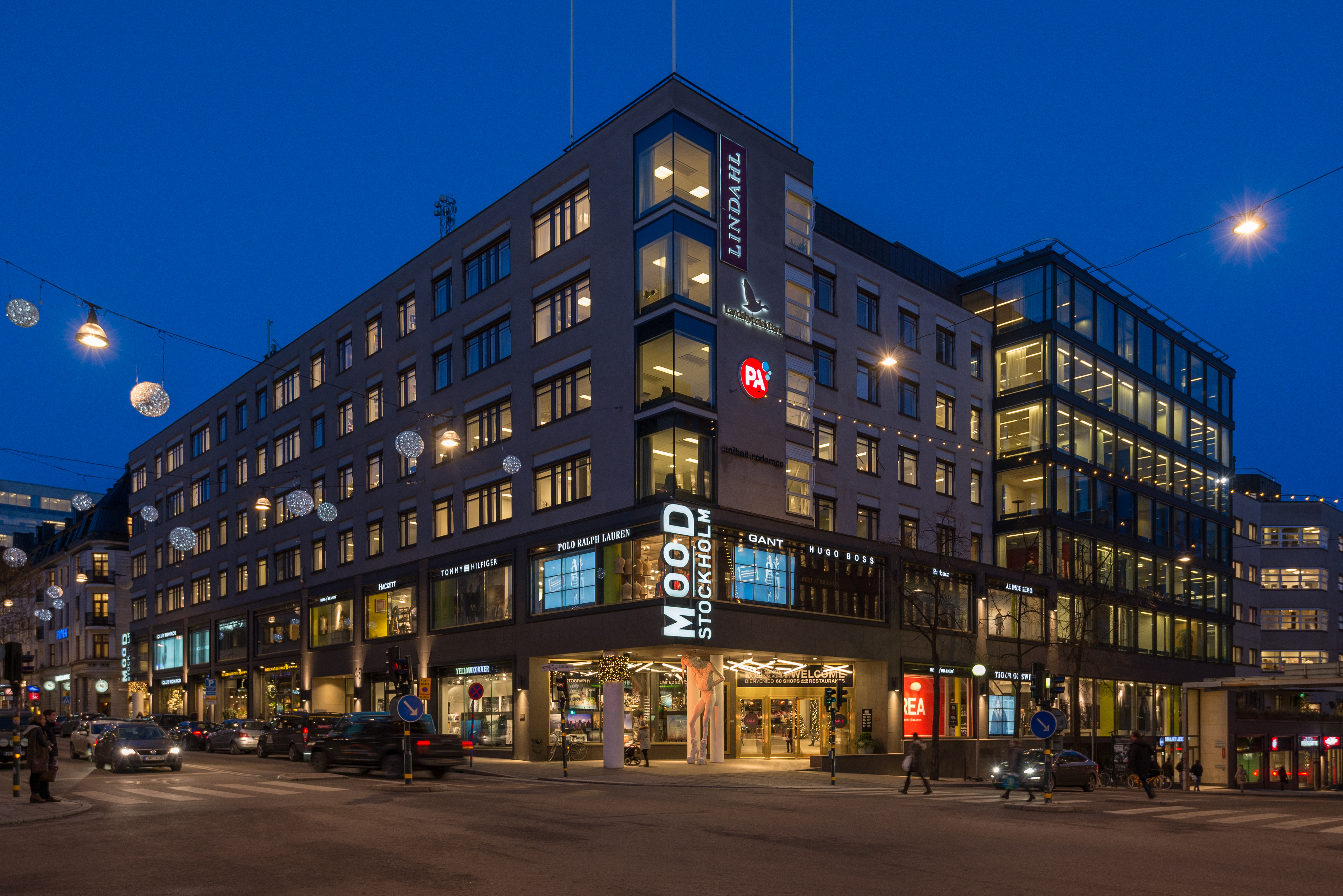
Mood Stockholm
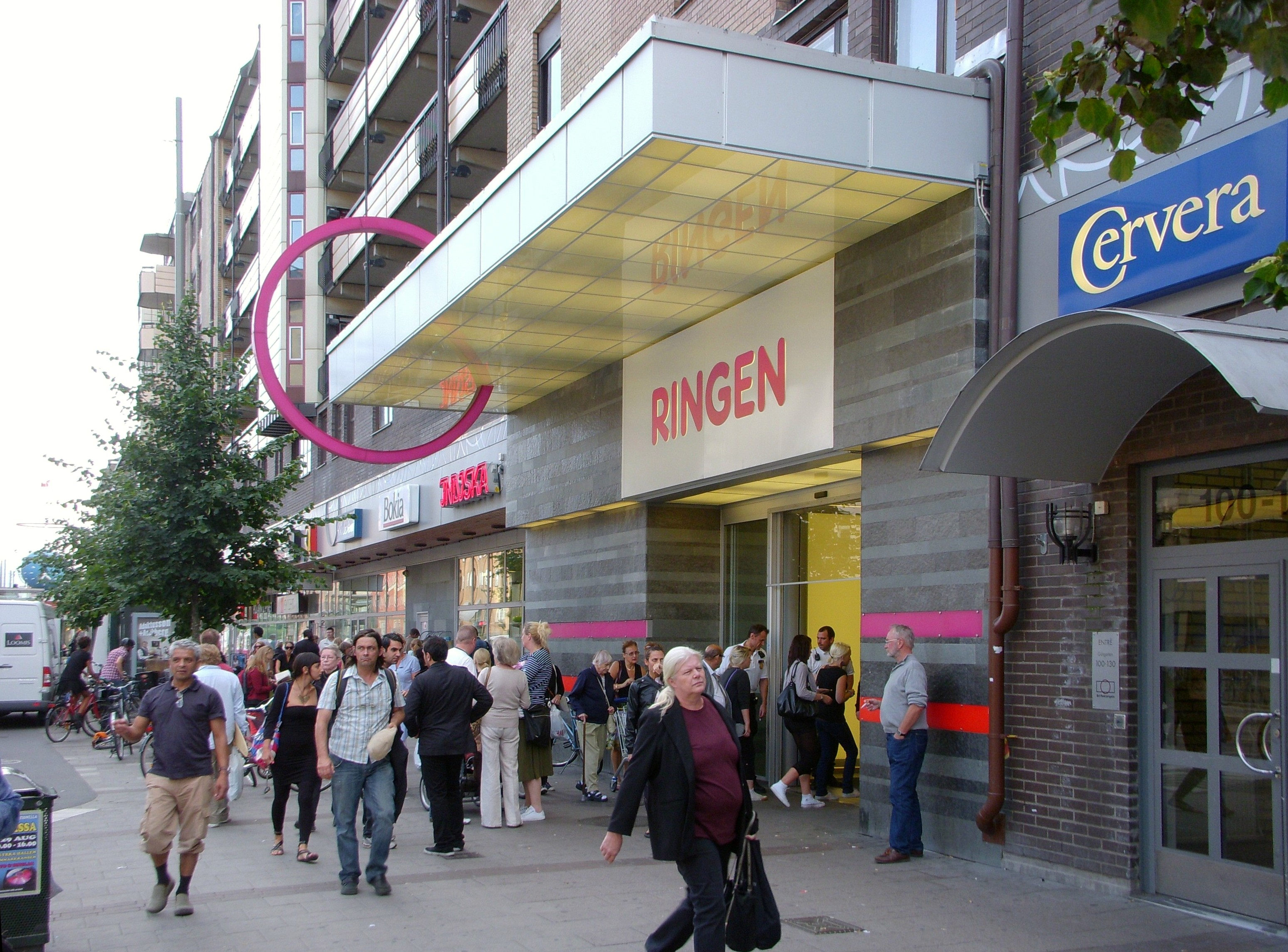
Ringen centrum
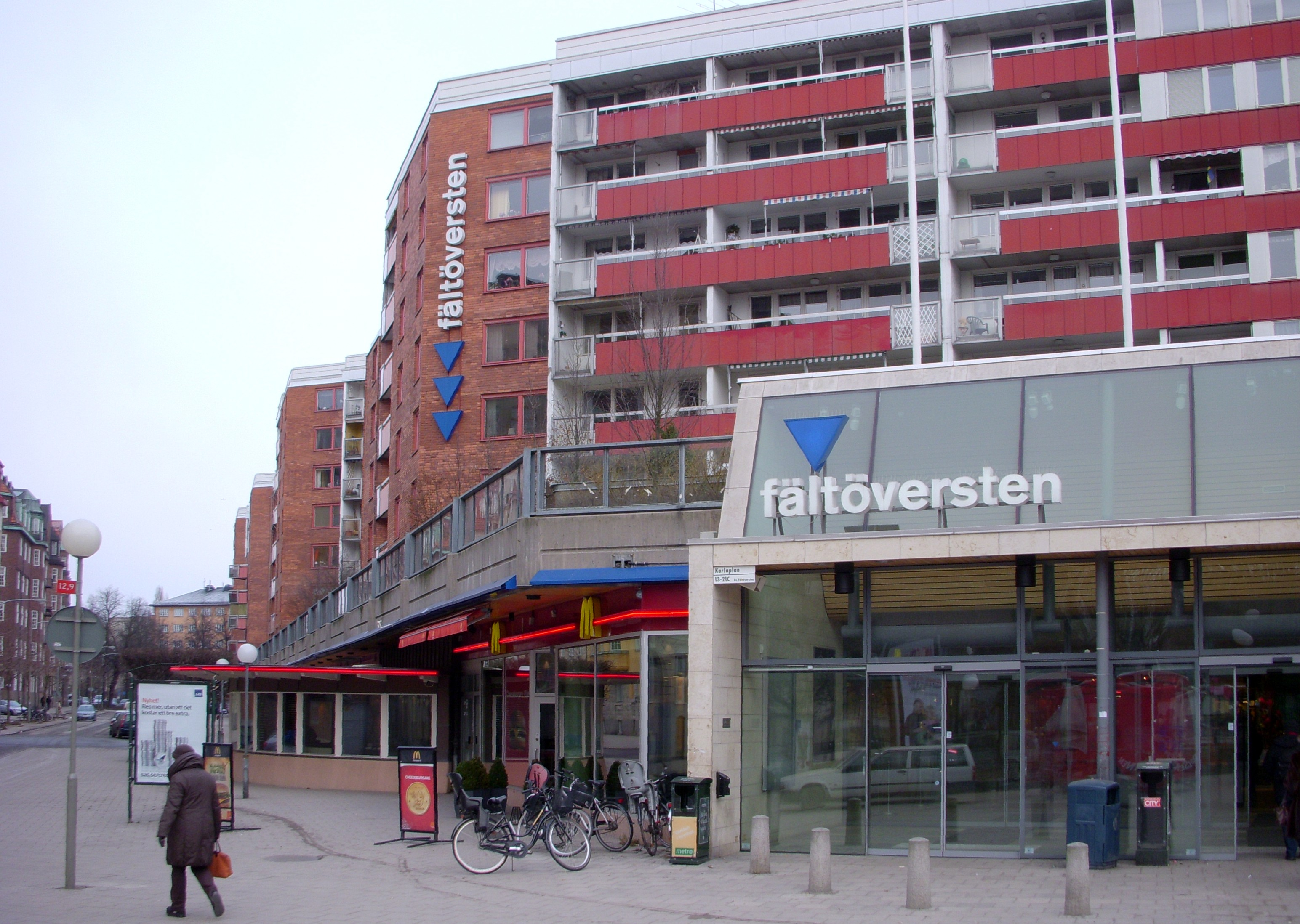
Fältöversten
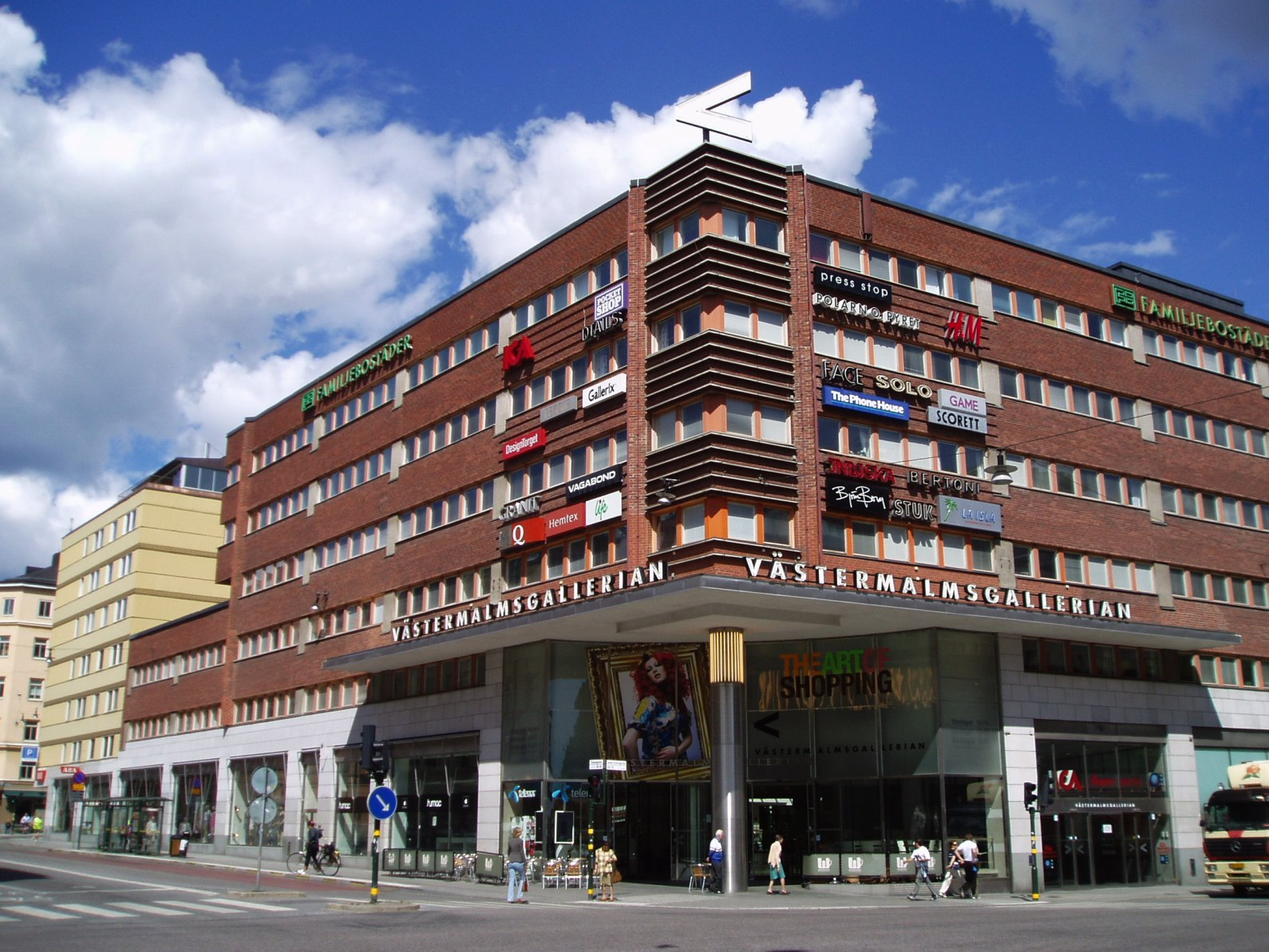
Västermalmsgallerian
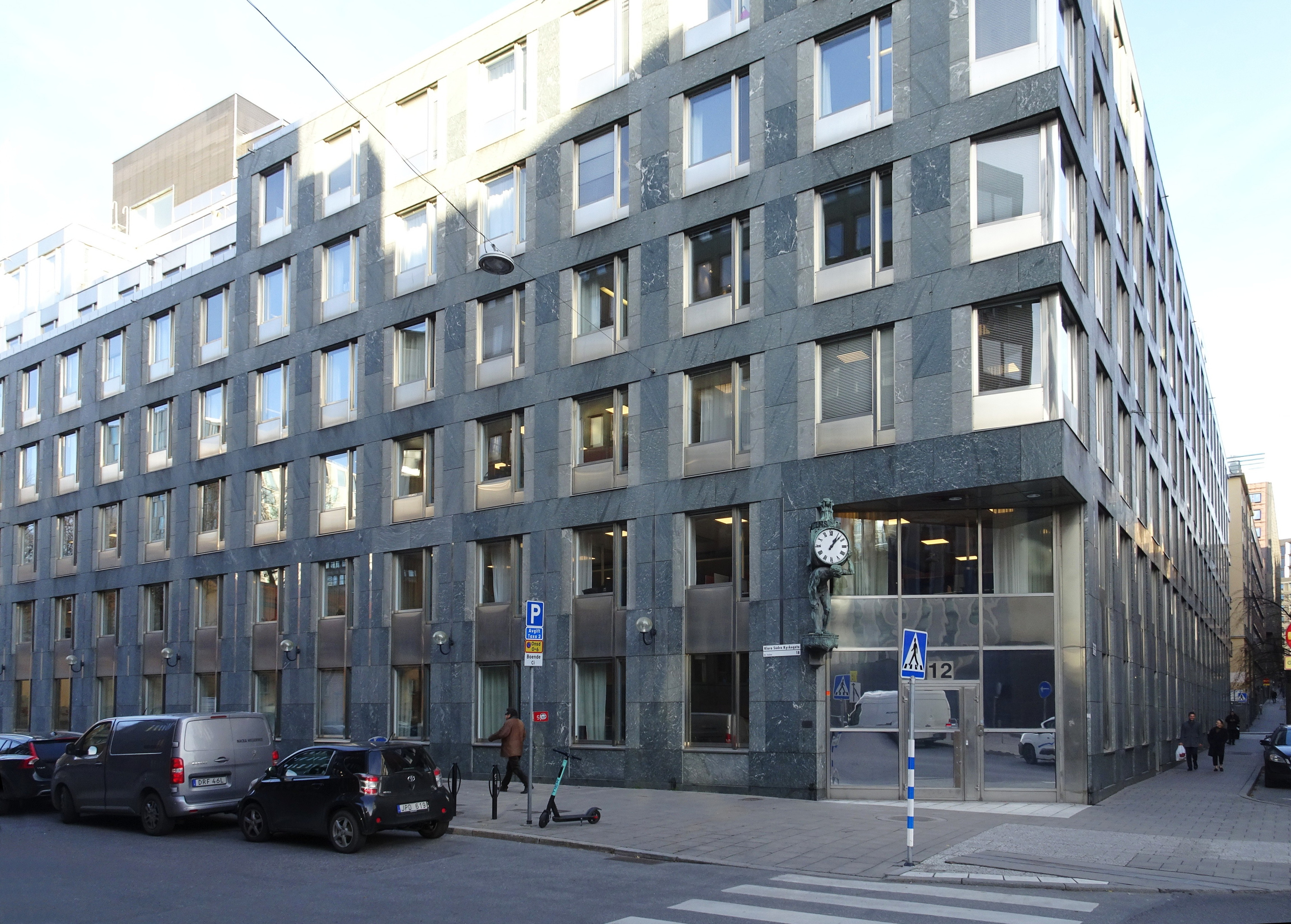
Svalan 9
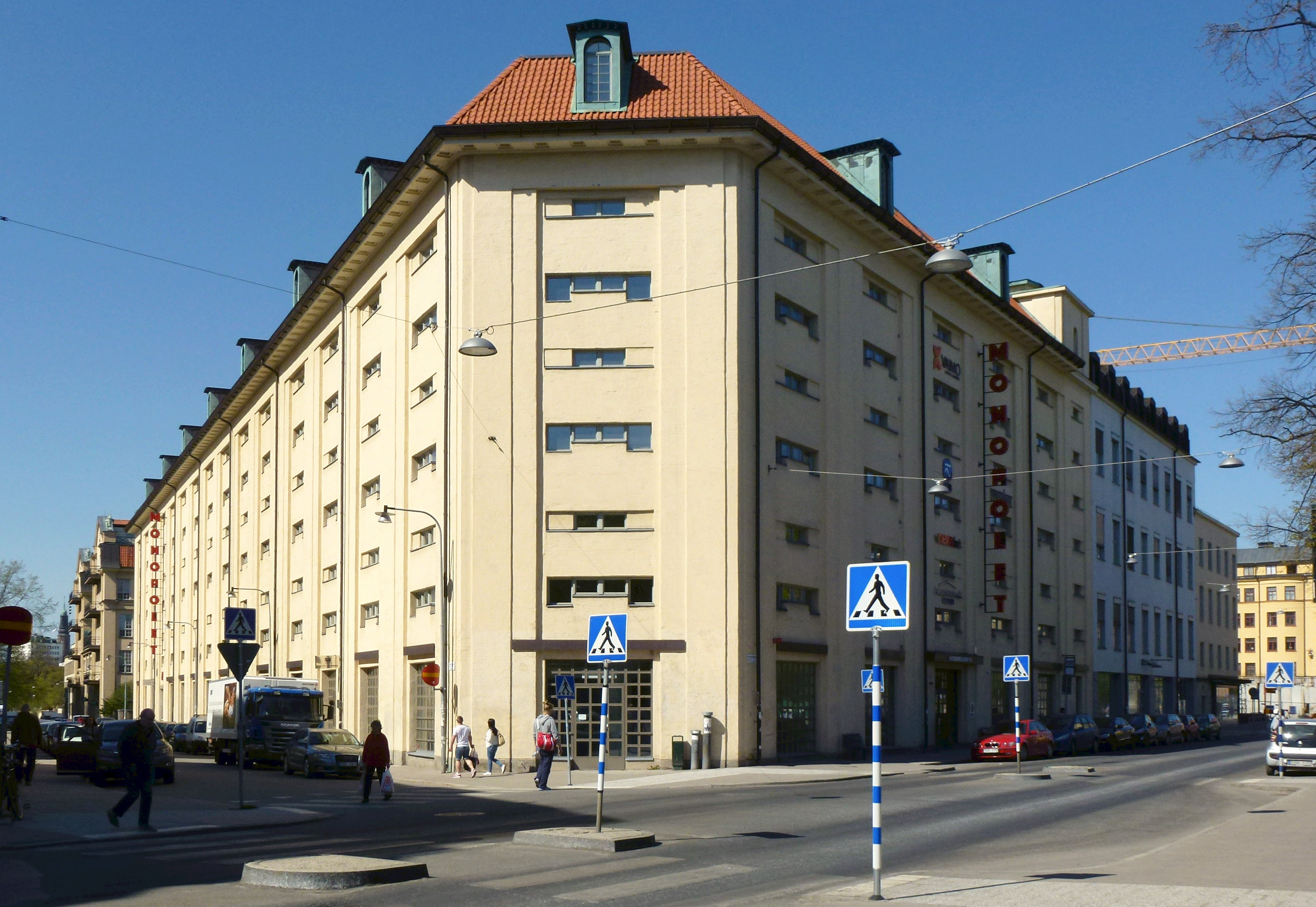
Tobaksmonopolet
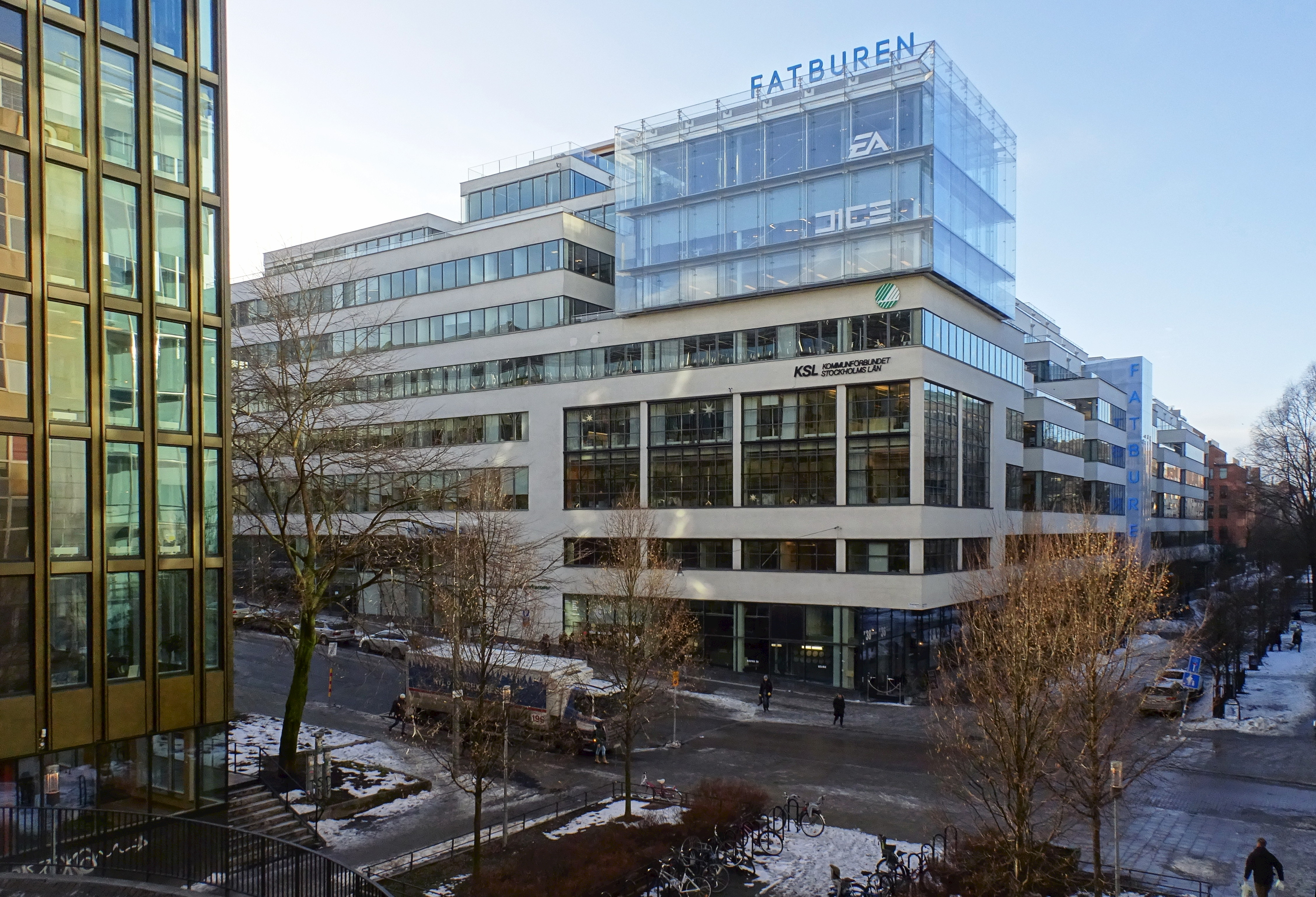
Fatburen